# T-Rex (Film)
T-Rex oder T. Rex (Originaltitel: Theodore Rex) ist ein US-amerikanischer Film mit Whoopi Goldberg aus dem Jahre 1995. Der Film spielt in einer Welt, in der genetisch veränderte Dinosaurier zusammen mit Menschen leben und arbeiten. Regisseur war Jonathan R. Betuel, für den es die letzte Regiearbeit war.

## Handlung
Der Film spielt in einer nicht weit entfernten Zukunft (im New York des Jahres 2013), in der die Erde von Menschen und genmanipulierten Dinosauriern beherrscht wird und Menschen mit den Saurier-Klonen meist friedlich zusammenleben. Hauptsächlich geht es dabei um die Polizistin Katie Coltrane und ihrem neuen, ihr zugeteilten Partner Theodore „Teddy“ Rex, einem genmanipulierten und auf Menschengröße geschrumpften Tyrannosaurus Rex. Der höfliche Teddy besitzt genau wie all die anderen geklonten Dinosaurier ein menschliches Gehirn, daher verhält er sich fast ausschließlich wie ein normaler Mensch, und zeigt auch in sexueller Hinsicht ein ähnliches Verhalten. Er ist allerdings sehr gefräßig und schusselig, wobei er oft Menschen durch seinen langen Schwanz verletzt, den er wild herumschüttelt, wenn er aufgeregt oder erfreut ist. Obwohl Katie den Dinosaurier zuerst nicht ausstehen kann, entwickelt sich zwischen den beiden bald eine innige Freundschaft. Katie und Teddy arbeiten an der Aufklärung des Mordes am Dinosaurier Oliver, der auf grauenhafte Art und Weise ermordet wurde. Oliver wurde das bisher einzige Opfer eines Organdiebstahls. Schon bald entdecken Katie und Teddy, dass Professor Elizar Kane, der bösartige Schöpfer der genmanipulierten Dinosaurier, die Menschheit ausrotten und dank einem Labor in Grid-City ewig leben will. Nach dem Untergang der Menschheit will er die Welt mit seinen Kreaturen bevölkern und ein totalitäres Regime anführen. Inzwischen verliebt sich Teddy auch noch in das Dinosauriermädchen Molly. Um Teddy unter seine Kontrolle zu kriegen, lässt Kane Molly von seinen Leuten entführen und einfrieren, da er die Dinosaurier nicht als eigenständige Wesen, sondern als seinen persönlichen Besitz betrachtet. Katie und Teddy müssen gegen die ruchlose Armee von Kanes Helfern und deren Verbündete kämpfen, um die Rakete aufzuhalten, mit der Kane die Sonne verdunkeln und so alles Leben auf der Erde auslöschen will. Und nebenbei müssen sie auch noch Molly vor Kane retten. Erst als Katie und Teddy Kanes Hauptquartier erreichen, entdecken sie seine „Arche“, eine gigantische Anlage, in der Kane fast alle seine künstlichen Kreaturen eingefroren hat. Teddy rettet Molly und sperrt dafür eine Gehilfin von Kane in die Gefrierkammer. Kane bereitet sich zur selben Zeit auf den Beginn einer neuen Eiszeit vor und trifft die letzten Vorbereitungen für seine eigene Einfrierung. Allerdings können Katie und Teddy die Rakete vernichten und Kane stoppen. So wird die Welt doch noch gerettet und Molly und Teddy können sich endlich in die Arme schließen, und sich ihre tiefe Liebe eingestehen. Wenig später werden Katie und Teddy zu den Anführern einer neuen Polizeieinheit befördert, die auf Verbrechen an Menschen und Dinosauriern spezialisiert ist.

## Hintergrund
- Der Film wurde von Kritikern insgesamt sehr schlecht bewertet. Einerseits wurden die „schlechten Effekte“ und die „unspektakuläre Handlung“ kritisiert, wobei offenbar viele Ideen aus japanischen Fernsehserien aus den 90er Jahren entliehen worden waren.
- Dieselben Effekte, die für die Dinosaurier im Film verwendet werden, wurden schon in der Puppen-Fernsehserie Die Dinos verwendet.
- Das Design des Films ist stark an die 50er und 80er Jahre angelehnt, so z. B. auch bei den Farben der Kostüme und Kulissen.